# 東仙台球場
東仙台球場（ひがしせんだいきゅうじょう）は、かつて宮城県仙台市宮城野区東仙台にあった野球場で、旧称は「JT球場」。施設は日本たばこ産業の関連会社が所有し、2005年～2006年の2年間は仙台市に貸与され、市の施設として運営されていたが、2006年10月をもって閉鎖された。

## 歴史

### JT球場時代
日本専売公社（後の日本たばこ産業）仙台工場の敷地内に職員の福利厚生用のグラウンドとして開設された。当初は軟式野球などに使用されていたが、1980年に専売公社東北支社と仙台工場の軟式野球部が統合して専売公社東北硬式野球部（後のJT硬式野球部）が結成されたのに伴って、硬式野球でも使用できるよう改修された。なお野球部の初年度の練習は、グラウンドの石拾いから始まるのが日課だったといわれている。
1988年にメインスタンドが完成。以降、社会人野球や高校野球などアマチュア野球公式戦でも使用されるようになった。
しかし、JTの合理化策に伴い2003年3月をもって仙台工場は閉鎖。硬式野球部は工場閉鎖後も存続したものの、それにも合理化の波が及び2004年をもって廃部となった。

### その後の試行錯誤
一方、同年オフにプロ野球に参入した東北楽天ゴールデンイーグルスは宮城球場（現：楽天モバイルパーク宮城）に本拠地を置くこととなり、JT仙台工場の敷地を練習場として整備することを検討していた。しかし、室内練習場と独身寮など野球関連施設のみを購入したい東北楽天側と工場の敷地全体（約122,400m2）を一括して売却したいJT側との話し合いが折り合わず、東北楽天はJT敷地の購入を断念。2005年は二軍本拠地および合宿所を山形県山形市近郊に置き、翌2006年には泉区内に専用練習場を整備した（詳細は楽天イーグルス泉練習場の項も参照）。
宮城球場は楽天の本拠地となったのに伴い、球場の施設管理も楽天に委託された。こうして宮城球場ではプロ野球公式戦の開催数が大幅に増加した一方、仙台市及び近郊には硬式野球を行える野球場が少なく、市が宮城野区内で新たに整備を計画していた野球場（2007年に開場した現在の仙台市民球場）が完成するまでの向こう2シーズンの間、アマチュア野球の公式戦や練習等を行うための施設を確保する必要が生じた。そこで仙台市はJTから野球場を借り上げて市の施設として供用することを決め、JT側と2005年から2年間の賃借契約を交わし、同時に球場名を東仙台球場に改称。2005年～2006年の2年間、市の施設として供用された後、同年10月をもって閉鎖された。なおこの2年間は、楽天も不定期で試合前の練習などに使用していた。

### 再開発
2006年2月、JTはイトーヨーカ堂と仙台工場跡地の売却に合意し、大型商業施設の建設が計画されていた。しかし跡地近隣にはイオン仙台幸町ショッピングセンターが出店していたことから、市は周辺地域がオーバーストアとなることに加え、交通渋滞の慢性化に対する懸念などから同社の商業施設主体の開発計画に難色を示し、土地の用途変更を認めなかった。結局イトーヨーカドーは同年11月、出店と土地購入を断念した。市はJT側に対し住宅地としての再開発を勧め、2007年5月に工業地域から住居地域に用途変更する手続きを行った。これを受け、JTは同年6月5日から入札方式による工場跡地の売却を開始。敷地には球場や室内練習場の他、市に無償貸与している市道の敷地の一部も含まれており、現状のまま売却先に引き渡す意向だったが、8月23日に行われた入札で大和ハウス工業が約60億円（推定）で落札し、9月に物件譲渡の手続きが実施された。同社仙台支店は工場跡地に300戸程度のマンション2～3棟、一般住宅100戸、中小規模の商業施設などを整備する開発計画を策定し、跡地の建築物は同年秋から2008年春にかけて撤去された。
大和ハウスはこの再開発事業の愛称を「せんだい 宮の杜」に決定し、2009年6月から各種建築物の建設と宅地の造成を開始。まず先行して4区画から成る郊外型複合商業施設「フォレオせんだい 宮の杜」をオープンさせることが決まり、ゾーンAには核店舗のケーズデンキ東仙台店（デンコードー運営）が同年11月5日に開業し、他店舗も11月20日までに順次開業。翌2010年には住宅地区画「ブルームスクエア せんだい 宮の杜」が街開きした。

## 施設概要
- 両翼：95m、中堅：120m
- 内野：クレー舗装、外野：天然芝
- 収容人員：770人（バックネット裏のみ）
- スコアボード：パネル式、得点部とチーム名は電光式（チーム名はアルファベット1文字）
- 照明設備：なし

## 交通
- 仙石線・陸前原ノ町駅から徒歩約15分